# قائمة الدول العربية من حيث قيمة الناتج المحلي
تسرد هذه الصفحة دول جامعة الدول العربية مرتبة حسب ناتجها المحلي الإجمالي بالقيم الاسمية. الناتج المحلي الإجمالي هو قيمة جميع السلع والخدمات النهائية المنتجة داخل دولة ما في سنة معينة. يوضح الجدول أدناه الناتج المحلي الإجمالي الاسمي ونصيب الفرد من الناتج المحلي الإجمالي للدول الأعضاء في جامعة الدول العربية البالغ عددها 22 دولة في عام 2023. والأرقام المعروضة هي تقديرات من صندوق النقد الدولي.
يتم عرض البلدان خارج العالم العربي أو جامعة الدول العربية مع أرقام الناتج المحلي الإجمالي والناتج المحلي الإجمالي للفرد المكافئ تقريبًا جنبًا إلى جنب مع أرقام دول جامعة الدول العربية للمقارنة. 

## القائمة
| المرتبة | الدولة / الإقليم         | الناتج المحلي الإجمالي (مليون دولار أمريكي) | نصيب الفرد من الناتج المحلي الإجمالي (بالدولار الأمريكي) |
| ------- | ------------------------ | ------------------------------------------- | -------------------------------------------------------- |
| —       | العالم                   | 119,476,432                                 | 13,330                                                   |
| —       | جامعة الدول العربية      | 3,467 (2013)                                | 7,590 (2014)                                             |
| 01.     | السعودية                 | 1,069.44                                    | 32,586                                                   |
| 02.     | الإمارات العربية المتحدة | 509.179                                     | 50,602                                                   |
| 03.     | مصر                      | 347.594                                     | 3,225                                                    |
| 04.     | العراق                   | 297.993                                     | 7,983                                                    |
| 05.     | قطر                      | 235.5                                       | 81,968                                                   |
| 06.     | الجزائر                  | 224.107                                     | 5,104                                                    |
| 07.     | الكويت                   | 159.687                                     | 32,215                                                   |
| 08.     | المغرب                   | 147.343                                     | 3,979                                                    |
| 09.     | عمان                     | 108.282                                     | 21,265                                                   |
| 10.     | سوريا                    | 60.043 (2013)                               | 2,806 (2017)                                             |
| 11.     | تونس                     | 51.271                                      | 4,190                                                    |
| 12.     | الأردن                   | 50.022                                      | 4,850                                                    |
| 13.     | البحرين                  | 44.994                                      | 28,464                                                   |
| 14.     | ليبيا                    | 40.194                                      | 5,872                                                    |
| 15.     | السودان                  | 25.569                                      | 533.845 (“19")                                           |
| 16.     | لبنان                    | 21.78 (“21)                                 | 3,283 (2023)                                             |
| 17.     | اليمن                    | 21.045                                      | 617 (“24”)                                               |
| 18.     | فلسطين                   | 18.109(2021’)                               | 3,464 (2021)                                             |
| 19.     | موريتانيا                | 10.357                                      | 2,337 (“24”)                                             |